# Kittadakuppe, Gubbi
Kittadakuppe là một làng thuộc tehsil Gubbi, huyện Tumkur, bang Karnataka, Ấn Độ.